# Mohamed Warsame Ali
Mohamed Warsame Ali "Kiimiko" (en somalí: Maxamed Warsame Cali "Kiimiko"; 1937-6 de mayo de 2019) fue el fundador y primer presidente del estado de Galmudug, elegido el 14 de agosto de 2006, cuando se estableció el estado de Galmudug. Ali es un político y diplomático somalí. Ha ocupado varios puestos diplomáticos en Somalia desde su independencia en 1960, incluido el de embajador de Somalia en los Estados Unidos en 1980.

## Gobierno Federal de Transición
Bajo el Gobierno Federal de Transición, Warsame ocupó varios cargos, incluido el de Ministro de Comercio en el 2000, Ministro de Obras Públicas en 2003, y Ministro de Deportes y Asuntos de la Juventud a principios de 2006. El 14 de agosto de 2006, Warsame fue elegido presidente del recién formado estado autónomo de Galmudug en el centro de Somalia por representantes de Mudug y Galgaduud.